# Підводні човни типу «Декабрист»
| Підводні човни типу «Декабрист» (I серія)              | Підводні човни типу «Декабрист» (I серія)                                         | Підводні човни типу «Декабрист» (I серія)                                         |
| ------------------------------------------------------ | --------------------------------------------------------------------------------- | --------------------------------------------------------------------------------- |
|                                                        |                                                                                   |                                                                                   |
|                                                        |                                                                                   |                                                                                   |
| Д-2 «Народоволець» (меморіал-музей у Санкт-Петербурзі) |                                                                                   |                                                                                   |
| Під прапором                                           | СРСР                                                                              | СРСР                                                                              |
| Спуск на воду                                          | 1929–1931                                                                         | 1929–1931                                                                         |
| Виведений зі складу флоту                              | 1940–1958                                                                         | 1940–1958                                                                         |
| Проєкт                                                 |                                                                                   |                                                                                   |
| Тип ПЧ                                                 | Великий торпедний підводний човен                                                 | Великий торпедний підводний човен                                                 |
| Розробник проєкту                                      | Техбюро № 4 Балтійського заводу, Ленінград                                        | Техбюро № 4 Балтійського заводу, Ленінград                                        |
| Головний конструктор                                   | Б. М. Малінін                                                                     | Б. М. Малінін                                                                     |
| Основні характеристики                                 |                                                                                   |                                                                                   |
| Швидкість (надводна)                                   | 15,3 вузлів                                                                       | 15,3 вузлів                                                                       |
| Швидкість (підводна)                                   | 8,9 вузлів (економічна 2,9 вуз.)                                                  | 8,9 вузлів (економічна 2,9 вуз.)                                                  |
| Робоча глибина занурення                               | 75 м                                                                              | 75 м                                                                              |
| Гранична глибина занурення                             | 90 м                                                                              | 90 м                                                                              |
| Автономність плавання                                  | 47 діб                                                                            | 47 діб                                                                            |
| Екіпаж                                                 | 53 особи                                                                          | 53 особи                                                                          |
| Розміри                                                |                                                                                   |                                                                                   |
| Довжина найбільша (по КВЛ)                             | 76 м                                                                              | 76 м                                                                              |
| Ширина корпусу найб.                                   | 6,5 м                                                                             | 6,5 м                                                                             |
| Середня осадка (по КВЛ)                                | 3,8 м                                                                             | 3,8 м                                                                             |
| Водотоннажність надводна                               | 933 т                                                                             | 933 т                                                                             |
| Озброєння                                              |                                                                                   |                                                                                   |
| Артилерія                                              | 1 × 102-мм і 1 × 45-мм гармати                                                    | 1 × 102-мм і 1 × 45-мм гармати                                                    |
| Торпедно- мінне озброєння                              | носові: 6 ТА калібру 533-мм (12 торпед), кормові: 2 ТА калібру 533-мм (2 торпеди) | носові: 6 ТА калібру 533-мм (12 торпед), кормові: 2 ТА калібру 533-мм (2 торпеди) |

Підводні човни типу «Декабрист» (I серія, проєкт «Д») — серія радянських підводних човнів побудованих у 1929–1931 роках. Перші ПЧ, побудовані в СРСР. Всього було побудовано і передано флоту шість човнів цього проєкту.

## Історія
Серія I стала першим типом підводних човнів побудованих в СРСР після Жовтневого перевороту. Їх створення було ухвалене у морській програмі 1926 року. Для розробки проєкту на Балтійському заводі в Ленінграді було створене Технічне бюро № 4, під керівництвом Бориса Михайовича Малініна. Проєктування розпочалося у січні 1926 року. Проєкт був представлений керівництву 19 серпня 1926 року. Прийняття проєкту відбулося 17 лютого 1927-го.
Спочатку на човнах проєкту планувалося встановити дві 102-мм гармати Б-2, але потім вирішили одну гармату замінити 45-мм напівавтоматом 21-К і підняти артустановки на ходовий місток. Також був розроблений стандартний комплект рятувальних засобів для екіпажу човнів, який входив в оснащення й інших проєктів. В нього входили аварійні буї, в першому й останньому відсіку, котрі давали змогу встановлювати телефонний зв'язок з поверхнею, висувні тубуси для створення повітряної подушки при затоплення відсіку, індивідуальні рятувальні апарати, спеціальне зовнішнє кріплення для підіймання човна з дна, клапани зовнішньої продувки баластних цистерн і клапани подавання повітря з надводного судна.
Корпуси кораблів будувалися на заводі № 189 у Ленінграді з дореволюційних запасів високоякісної сталі, призначеної для будівництва лінійних крейсерів типу «Ізмаїл» і легких крейсерів типу «Світлана». На перших двох човнах були встановлені німецькі дизельні двигуни, які закуповувалися під виглядом двигунів длятепловоз, на інші човни — вже радянські дизелі моделі 42-Б-6. За кордоном також було придбано й багато іншого обладнання.
У 1930 році розпочалися випробування двох головних човнів Д-1 і Д-4. Під час перших занурень і спливань були виявлені великі крени, після чого проєктанти були арештовані і звинувачені у шкідництві. Потім було виявлено, що причиною крену були недоліки вентиляції головного баласту, бо цистерни правого і лівого бортів були з'єднані між собою, що спричиняло перетікання води. Встановлення клапанів роздільної вентиляції вирішило цю проблему. Також було виявлено перевантаження човна на 20 тонн, через що довелося зняти певний вантаж і встановити в огородженні рубки сім циліндрів плавучості.
Човни проєкту стали першими на Північному флоті, успішно освоївши цей регіон з суворим кліматом.

## Конструкція
Човен двокорпусний.

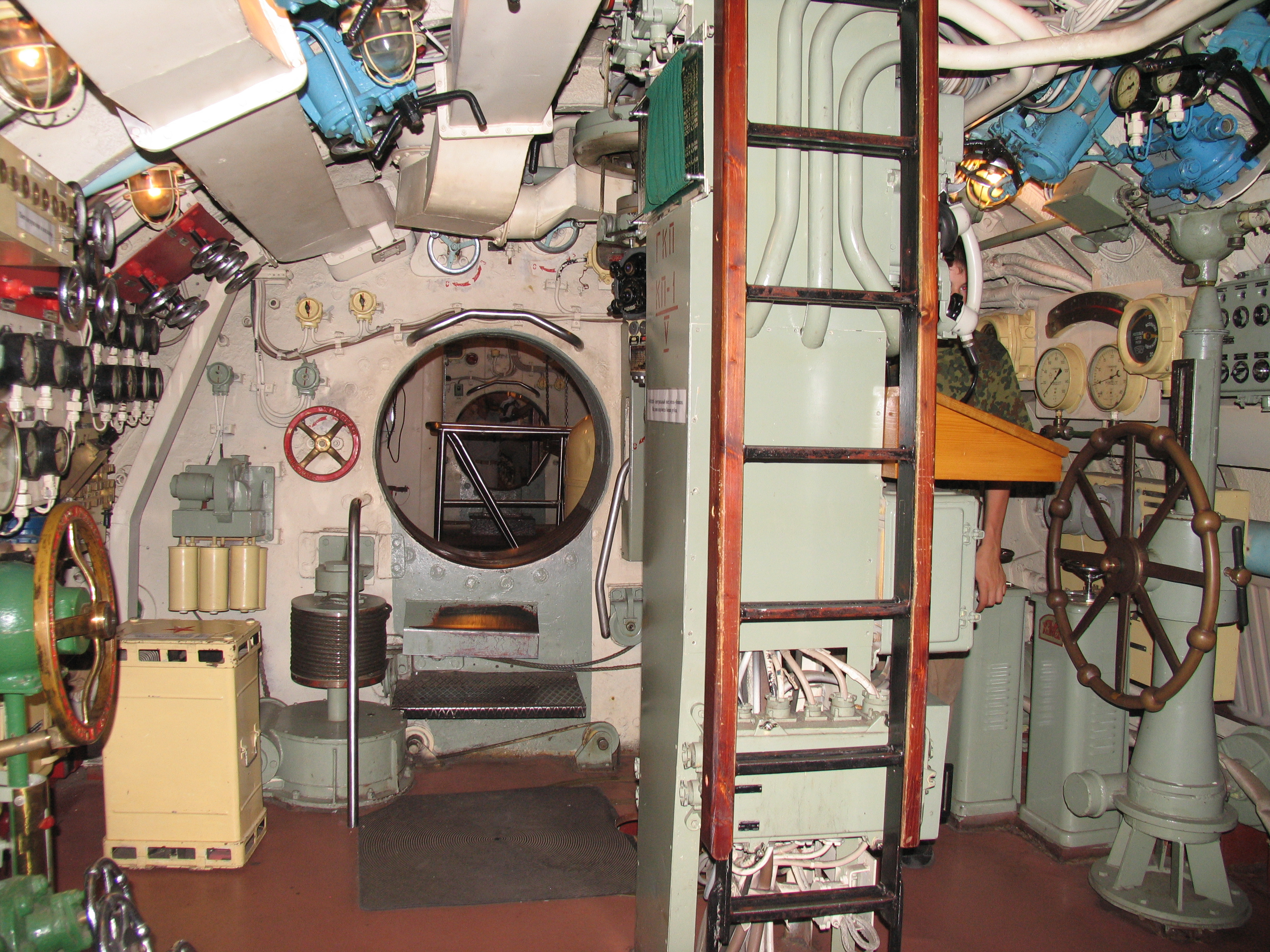
Центральний пост, вигляд в корму

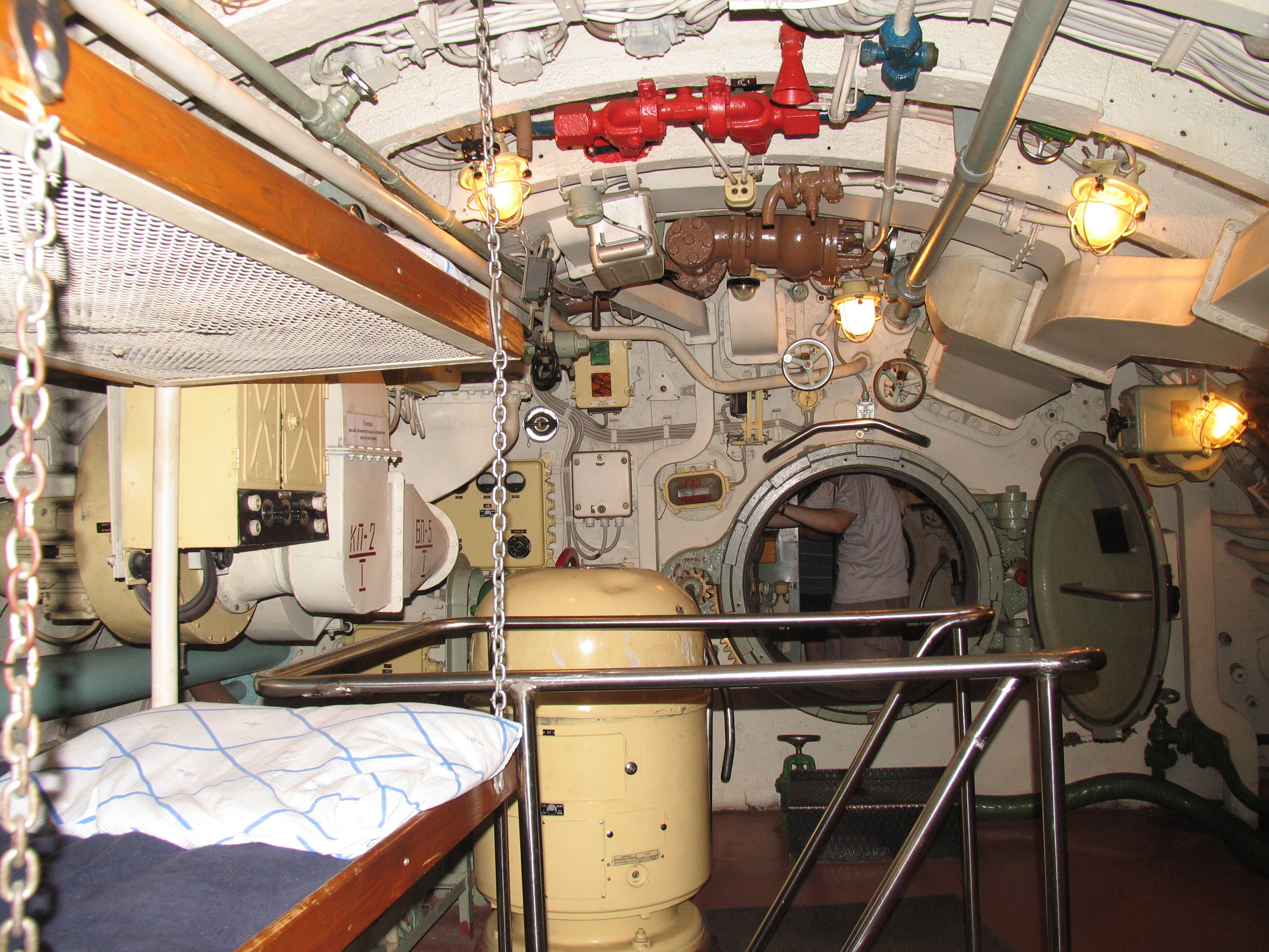
П'ятий відсік Д-2

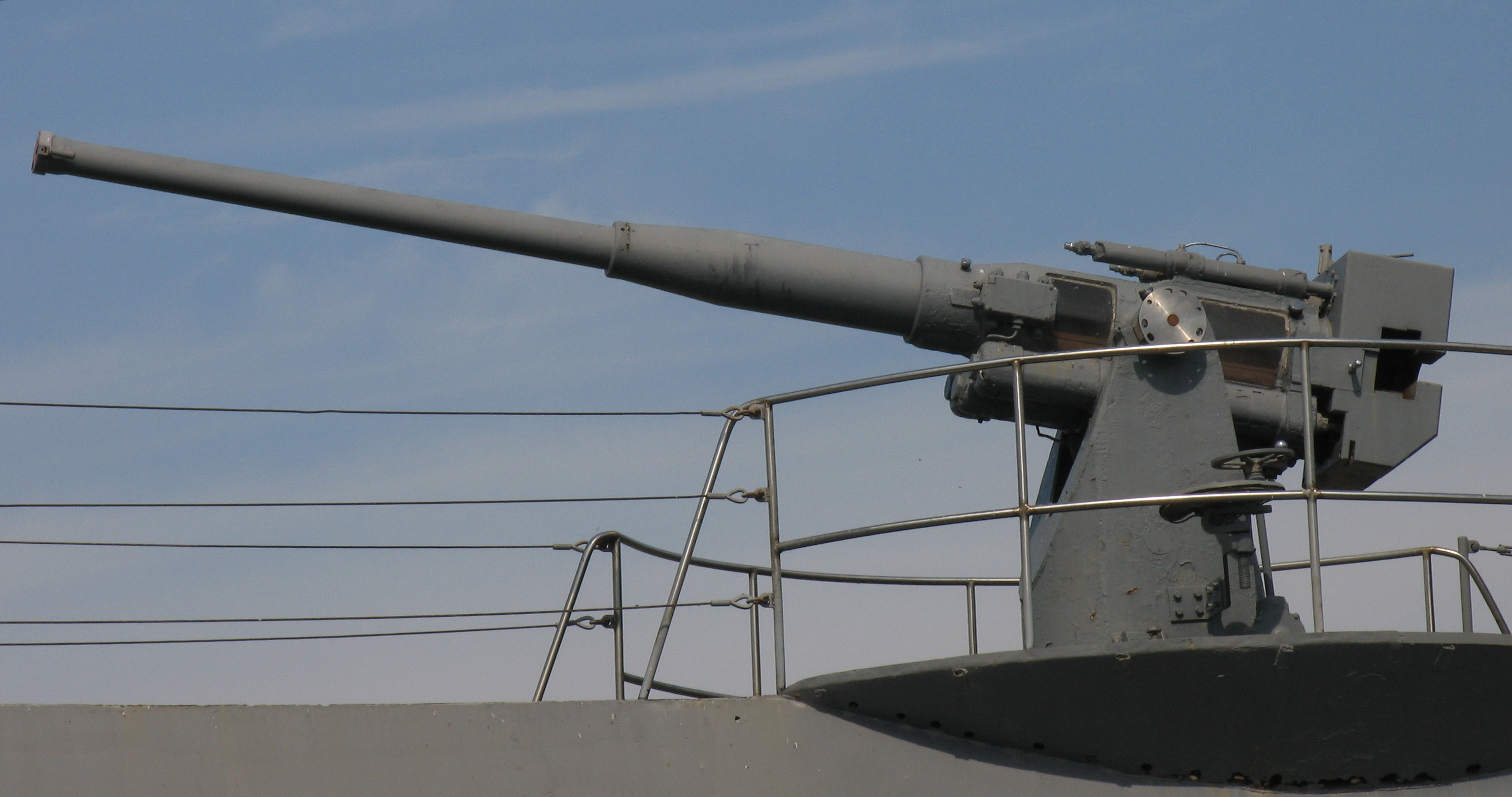
Гармата Б-24ПЛ перед рубкою

Міцний корпус розділений на сім відсіків:
1. Носовий (найбільший), торпедний (6 ТА і 12 торпед), житловий, провізійна, гальюн, аварійний буй;
2. Акумуляторний (1 група), радіорубка, камбуз, гальюн;
3. Акумуляторний (2 групи), кают-компанія, каюти командира і комісара;
4. Центральний пост, артилерійський склад;
5. Акумуляторний, житловий, гірокомпас;
6. Дизельний, вхідний люк;
7. Електродвигунний, торпедний (2 ТА і 2 торпеди, щитова, аварійний буй.

### Енергетичне обладнання
Двогвинтова дизель-електрична. Два дизелі 42-Б-6 потужністю по 1100 к. с. і два електродвигуни ПГ20 потужністю по 525 к. с.

### Озброєння
Спочатку артилерійське озброєння — 102-мм гармата Б-2 і 45-мм напівавтомат 21-К — знаходилося на ходовому містку, в огородженні рубки. Потім гармата Б-2 була замінена на нову, 100-мм Б24ПЛ, здатну вести зенітну стрільбу. Вона була вже розташована на палубі, перед огородженням рубки.
Торпедне озброєння: 8 торпедних апаратів калібру 533 мм, 6 носових і 2 кормові, з 14 торпедами (8 в ТА і 6 запасних в першому відсіку). Так як розробка торпед 53-27 йшла з запізненням, то човни передавалися флоту з спеціальними решітчастими втулками в ТА під калібр 450 мм. Торпедні апарати були пневматичними.

## Бойове використання
Човен Д-1 в часи радянсько-фінської війни здійснив три бойових походи, успіхів не досяг.
19 жовтня 1942 року човен Д-2 (командир Р. В. Лінденберг) торпедував і важко ушкодив пором «Дойчланд» (нім. Deutschland, 2.972 брт), котрий курсував між німецьким містом Засніц і шведським містом Треллеборг. Загинуло від 25 до 900 людей (з них до 25 військових).
Д-3 в часи Другої світової війни здійснив 5 бойових походів, заявлені потоплення танкера і 8 транспортів німецькою стороною не були підтвердженими.
Д-4 в часи Другої світової здійснив 16 бойових походів, з них 6 в блокадний Севастополь, потопив 3 транспорти.
Д-5 за роки війни здійснив 16 бойових походів, з них 3 в блокадний Севастополь. Потопив турецьку парусну шхуну.

## Оцінка проєкту
Ці човни були повністю розробленими і побудованими в СРСР і стали великим кроком в порівняні з човнами Російської імперії. Але мали і суттєві конструктивні недоліки, найперше це недостатня швидкість занурення і погана стійкість в підводному положенні.

## Представники
| Назва                  | Місце будівництва (заводський номер) | Закладений     | Спущений на воду  | Прийнятий флотом (Флот)   | Виведений з флоту                                                      |
| ---------------------- | ------------------------------------ | -------------- | ----------------- | ------------------------- | ---------------------------------------------------------------------- |
| Д-1 «Декабрист»        | Ленінград (189)                      | 5 березня 1927 | 9 листопада 1928  | 3 листопада 1929 (БФ, ПФ) | загинула 13 листопада 1940 (Баренцеве море) при невияснених обставинах |
| Д-2 «Народоволець»     | Ленінград (189)                      | 5 березня 1927 | 19 травня 1929    | 1929 (БФ, ПФ)             | 1958, збережений як корабель-музей                                     |
| Д-3 «Червоногвардієць» | Ленінград (189)                      | 5 березня 1927 | 12 липня 1929     | 12 липня 1929 (БФ, ПФ)    | 1942, потоплена біля Норвегії                                          |
| Д-4 «Революціонер»     | Миколаїв (27/192)                    | 14 квітня 1927 | 6 квітня 1930     | 30 грудня 1930 (ЧФ)       | Потоплений німецькими тральщиками біля Євпаторії                       |
| Д-5 «Спартаківець»     | Миколаїв (28/193)                    | 14 квітня 1927 | 12 жовтня 1930    | 3 лютого 1931 (ЧФ)        | 1950-ті                                                                |
| Д-6 «Якобінець»        | Миколаїв (29/194)                    | 14 квітня 1927 | 15 листопада 1930 | 3 лютого 1931 (ЧФ)        | 12 листопада 1941, знищений під час бомбардування Севастополя          |